# Portofoon

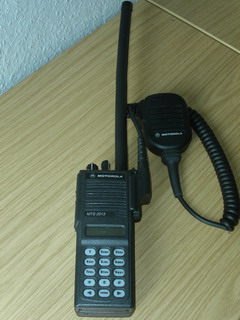
Een Motorola-portofoon met spreeksleutel

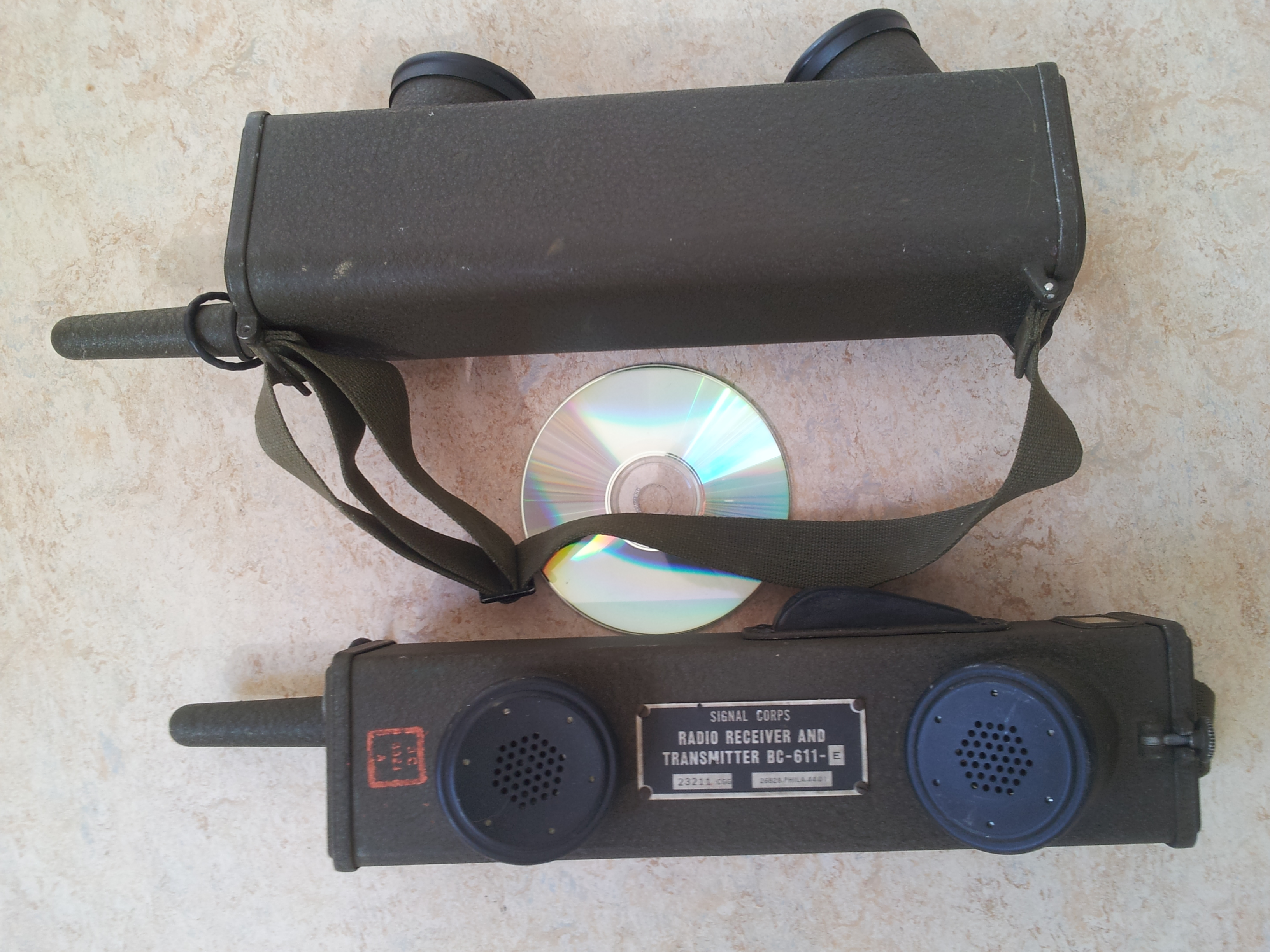
Walkietalkie uit het Amerikaanse leger, 1944

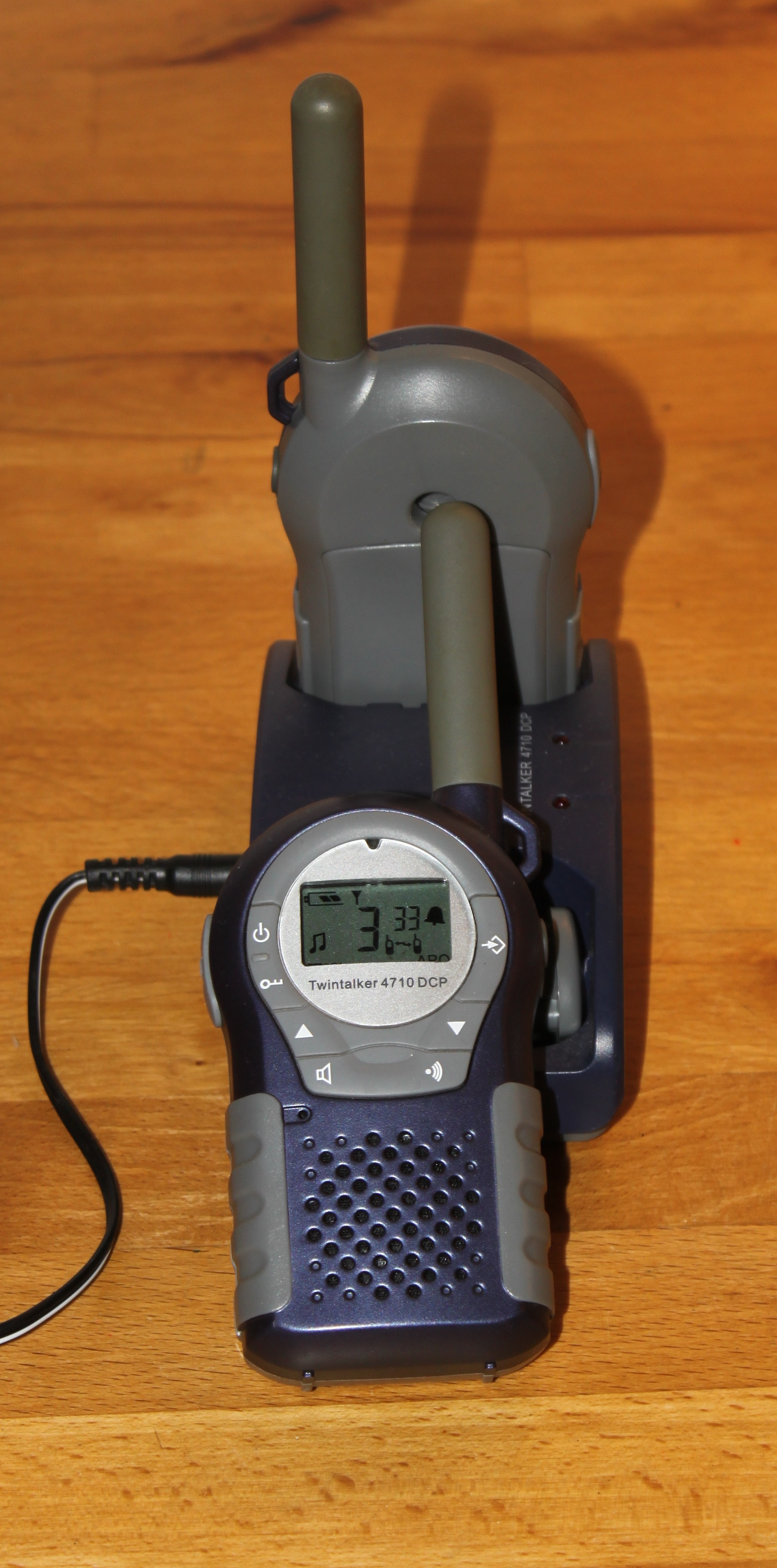
Walkietalkie Twintalker 4710 DCP

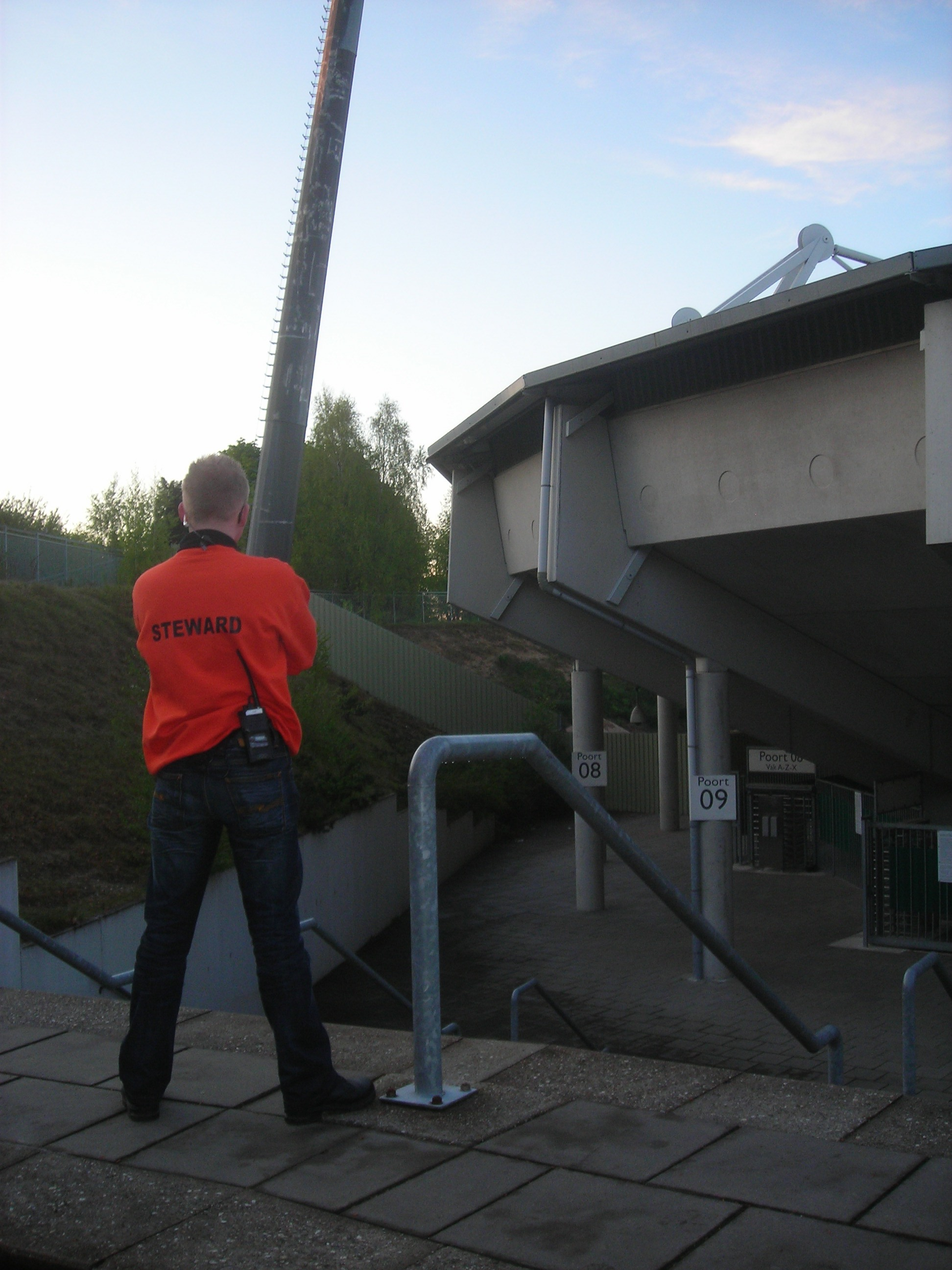
Een voetbalsteward aan het werk met een portofoon met oortje

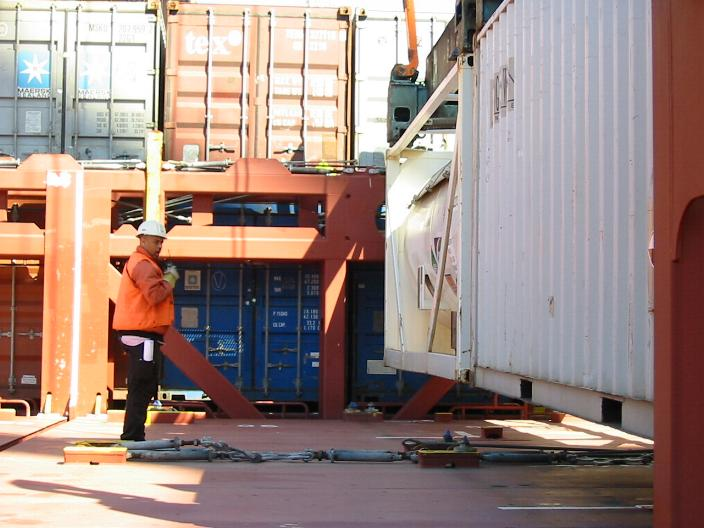
Een portofoon in gebruik voor communicatie tussen de kraandrijver en de grond bij het verplaatsen van containers

Een portofoon, ook wel walkietalkie genoemd, is een draagbaar zend-ontvangtoestel voor communicatie tussen meerdere personen. De benaming portofoon wordt voornamelijk gebruikt bij professionele gebruikers zoals hulpdiensten. De benaming walkietalkie wordt meestal gebruikt bij apparaten voor recreatief gebruik zoals speelgoed. Deze benaming is ontstaan doordat men, in tegenstelling tot bij een vaste telefoon, tijdens het gesprek (talk) kan lopen (walk).
Met een portofoon kan geluisterd worden naar de andere gebruikers die op dezelfde frequentie luisteren. Daarnaast kan één persoon tegelijk praten, door middel van het indrukken van een knop. Op het moment dat de knop is ingedrukt is het niet mogelijk naar de andere gebruikers te luisteren, de andere gebruikers kunnen dan overigens ook niet zenden. Dit principe wordt half-duplex genoemd. Men kan wel zenden, echter verstoort men dan het signaal van de ander. Een simpele benaming hiervoor is 'dubbel zitten'. Iemand die dichter bij een ander station zit, of zich op een hoger punt bevindt met de portofoon, of met meer vermogen, kan over het signaal heengaan.

## Geschiedenis
Na de uitvinding van de radio was de volgende stap om deze kleiner en handzamer te maken. Over wie en wanneer de portofoon het eerst uitvond bestaat veel onenigheid. Die wordt vooral veroorzaakt doordat niet duidelijk is op welk moment een radio met zend- en ontvangstmogelijkheid verandert in een portofoon.
De eerste die een draadloze radiozender bouwde was de Canadees Donald Hings. In 1937 bouwde hij voor zijn werkgever CM&S een waterdichte veldradio, 5½ kg zwaar en zo groot als een broodrooster. Ondanks deze omvang – hij moest voor de buik gedragen worden – kon zijn radio door één persoon bediend worden. Daarvoor waren de meeste zendontvangers alleen mobiel als iemand hem droeg terwijl een andere hem gebruikte.
Een andere persoon die genoemd wordt als de uitvinder van de portofoon is de Amerikaanse radio-ingenieur Alfred J. Gross. In 1938 maakte hij een eigen kleinere versie van de portofoon die wel in de hand gedragen kon worden. Zijn ontwerp trok de aandacht van het Amerikaanse Office of Strategic Services (OSS, nu CIA) dat hem rekruteerde voor de ontwikkeling van het Joan-Eleanorsysteem, een tweeweg grond-naar-lucht radiosysteem.
De eerste radiozendontvanger die de bijnaam walkietalkie kreeg was de Motorola SCR-300, ontwikkeld door een engineersteam in 1940 bij de Galvin Manufacturing Company (voorloper van Motorola). Een portofoon die op rug gedragen moest worden terwijl de bedienaar sprak en luisterde door een telefoonhoorn die met de radio verbonden was. Later kwam Motorola met de handzamere SCR-536 AM-radio, die de bijnaam handie-talkie kreeg.
Beide apparaten gebruikten vacuümbuizen en werden gevoed uit speciale droge celbatterijen die een hoge spanning leverden. Zowel Hings', Gross' als Motorola's ontwerpen van de portofoon zouden een grote rol spelen gedurende de Tweede Wereldoorlog, doordat het apparaat soldaten in het veld in staat stelde met elkaar te communiceren.
Na de oorlog zette de ontwikkeling van de portofoon zich voort, en dankzij de opkomst van de transistor en de micro-elektronica werd de portofoon steeds kleiner en handzamer.
Marten Jan Kingma was na de oorlog als ingenieur werkzaam bij Philips. Samen met een collega hadden zij de taak een goed woord voor de draagbare telefoon te verzinnen. Zij gingen allebei naar huis en schreven een aantal woorden op. De volgende dag legden zij de lijsten naast elkaar en bleek dat ze allebei het woord "portofoon" hadden opgeschreven. Daarmee was het woord geboren.

## Recreatief gebruik

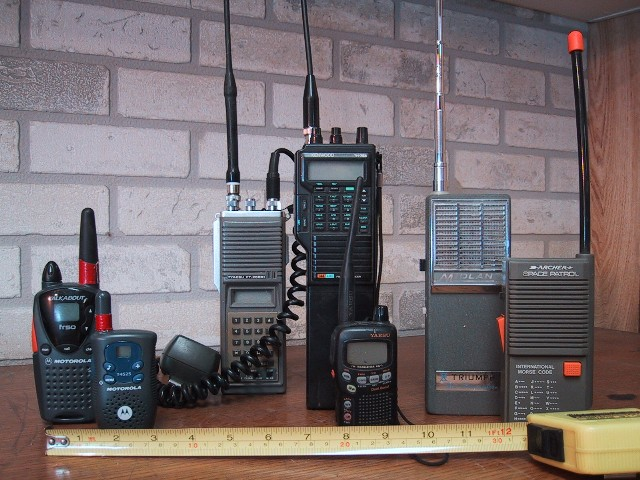
Recreatieve walkietalkies

Walkietalkies die verkocht worden in speelgoedzaken maken meestal gebruik van de 446MHz-band, omdat voor die band (PMR) geen zendvergunning vereist is. Ook de 27 Mc-band is populair voor amateurgebruik. Sommige walkietalkies hebben de mogelijkheid om morse-tekens over te seinen. Met een speciale knop geeft men dan korte en lange piepjes. Hiervoor staat dan het complete morse-alfabet afgebeeld op de walkietalkie. Het bereik van een walkietalkie varieert van enkele tientallen meters tot soms wel vijftig kilometer. Walkietalkies in semiprofessionele vorm kunnen worden gebruikt door motorrijders die samen op weg zijn, en dus ook door motorinstructeurs om hun leerlingen instructies te geven via een oortje. Ze worden ook gebruikt bij motor- brommer- en scooterrijexamens, aangezien de examinator dan achter de examenkandidaat aan rijdt. Dan worden ze gebruikt om de te rijden route en instructies door te geven aan de kandidaat.

## Professioneel gebruik
De portofoon was oorspronkelijk ontwikkeld voor militaire doeleinden, tegenwoordig gebruikt men in het leger en bij professionele hulpdiensten portofoons omdat die in de praktijk betrouwbaarder zijn dan walkietalkies. Op deze portofoons kunnen indien gewenst ook een spreeksleutel en oortje worden aangesloten.
Portofoons worden onder meer gebruikt door politie, brandweer, beveiligers en de Nederlandse Spoorwegen. Ook op bouwplaatsen, fabrieken en dergelijke werkt men er veel mee. Het zendbereik kan vele kilometers bedragen. Tegenwoordig zijn ook draagbare marifoons toegestaan, dus in de vorm van een portofoon. Bekende fabrikanten van portofoons zijn Kenwood, Motorola, Entel en Nokia.
Een nadeel van de portofoon is dat derden met de gesprekken kunnen meeluisteren.
Sinds 2016 kunnen portofoons ook uitgerust zijn met een simkaart en via 4G-netwerk  (LTE) en IP (internet protocol) landelijk en zelfs wereldwijd gebruikt worden zonder dat er radiofrequenties worden gebruikt, zodat geen licenties nodig zijn. Doordat deze portofoons digitaal zijn opgebouwd kunnen er ook tekstberichten mee verzonden worden. Daarnaast is het ook mogelijk groepen aan te maken en (spraak)berichten te verzenden aan een groep of aan één persoon.

## C2000
In 2005 stapten de Nederlandse politie, brandweer, ambulance en marechaussee over op een nieuw en digitaal communicatiesysteem, C2000, dat niet meer af te luisteren is. Via het C2000-netwerk kan met portofoons en mobilofoons gecommuniceerd worden. Het bereik van een C2000-portofoon beslaat vrijwel geheel Nederland doordat het signaal via een netwerk van steunzenders in een woud van hoge antennes geleid wordt. Ook analoge portofoons kunnen deel uitmaken van een netwerk en daardoor een groot bereik realiseren. De meldingen voor de hulpdiensten aangesloten op C2000 komen via P2000.